# 二寮神木

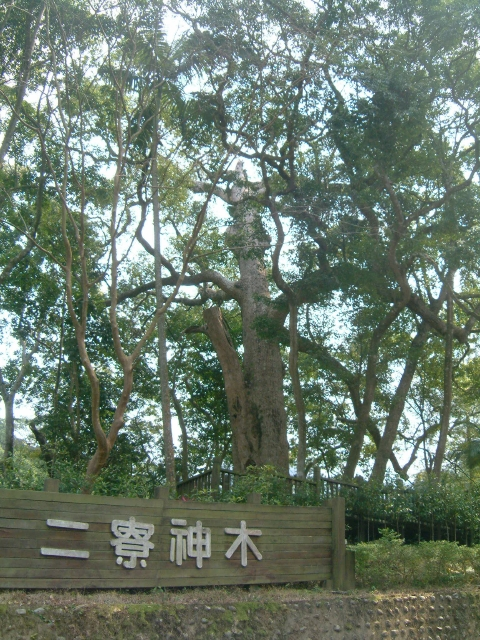
二寮神木

二寮神木，位於新竹縣北埔鄉大林村，為台灣地區平地最僅次於台中茄苳樹王第二大的樟木，神木樹齡約500年。基於敬天崇拜自然之心，大隘墾民遂建土地公廟於此，至今終年香火不斷。